# 北泰恩河畔紐卡斯爾 (英國國會選區)
北泰恩河畔紐卡斯爾（英語：Newcastle upon Tyne North），英國國會一自治市選區，位於英格蘭泰恩-威爾郡泰恩河畔紐卡斯爾西北部。設於1918年。
這裡1983年以來是工黨佔優的選舉，之前是保守黨的選區。2010年大選前，自1987年以來任當區議員的道格拉斯·亨德森宣布放棄連任，凱瑟琳·麥堅尼爾以40.8%選票勝出該區繼承了他的議席。